# Корнешть (Адемуш, Муреш)
Корнешть, Корнешті (рум. Cornești) — село у повіті Муреш в Румунії. Входить до складу комуни Адемуш.
Село розташоване на відстані 253 км на північний захід від Бухареста, 38 км на південний захід від Тиргу-Муреша, 71 км на південний схід від Клуж-Напоки, 129 км на північний захід від Брашова.

## Населення
За даними перепису населення 2002 року у селі проживали 1335 осіб.
Національний склад населення села:
| Національність | Кількість осіб | Відсоток |
| -------------- | -------------- | -------- |
| румуни         | 846            | 63,4%    |
| угорці         | 361            | 27,0%    |
| цигани         | 126            | 9,4%     |

Рідною мовою назвали:
| Мова      | Кількість осіб | Відсоток |
| --------- | -------------- | -------- |
| румунська | 848            | 63,5%    |
| угорська  | 360            | 27,0%    |
| циганська | 125            | 9,4%     |